# Nozizwe Madlala-Routledge
Nozizwe Charlotte Madlala-Routledge (Magog, Umzumbe, 29 juni 1952) is een Zuid-Afrikaanse politicus. Ze was van de staatssecretaris van Defensie van 1999 tot april 2004 en de staatssecretaris van Volksgezondheid van april 2004 tot augustus 2007. President Thabo Mbeki ontsloeg haar uit het kabinet op 8 augustus 2007; ze behield haar zetel als parlementslid voor het Afrikaans Nationaal Congres (ANC). Op 25 september 2008 werd ze plaatsvervangend speaker van de Nationale Vergadering: ze hield deze positie totdat ze in mei 2009 terugtrad. Madlala-Routledge is sinds 1984 lid van de Zuid-Afrikaanse communistische partij.

## Levensloop en opleiding
Nozizwe Charlotte Madlala werd op 29 juni 1952 geboren in Magog, Umzumbe in het voormalige Zoeloe-koninkrijk (de huidige Zuid-Afrikaanse provincie KwaZoeloe-Natal). Madlala heeft een Zoeloe-achtergrond en hangt het Quaker-geloof aan. Ze werd opgevoed door haar alleenstaande moeder.
Madlala-Routledge ging naar de middelbare school in Durban en begon een medicijnenstudie aan de Universiteit van Natal. Ze raakte betrokken bij de activiteiten van de Zwarte bewustzijnsbeweging van Steve Biko. Nadat ze haar eerste studiejaar had afgerond ging Madlala-Routledge in 1971 naar de Universiteit van Fort Hare om verder te studeren. Hier kwam ze in de problemen nadat ze, onder de invloedssfeer van Biko in 1972 meedeed aan een studentenboycot. Hiervoor werd ze van de universiteit gestuurd.
Ze behaalde haar diploma in 1991 in het volwassenonderwijs aan de universiteit van Natal. Ze verkreeg ook een diploma in de medische technologie waarna ze zestien jaar werkte als een medewerker in een medisch laboratorium.

## Politieke carrière
Madlala-Routledge werd in 1979 lid van het ondergrondse Afrikaanse Nationaal Congres en in 1983 hielp ze mee om de Natal Organisation of Women op te zetten, waarna ze ook direct de eerste voorzitter van deze organisatie werd. Nadat ze - zonder rechtszaak - een jaar in de gevangenis had gezeten werd ze lid van de Zuid-Afrikaanse Communistische Partij; eerst als regionale voorzitter, later als lid van het centrale comité. Nadat in 1990 het verbod op politieke organisaties werd opgeheven werd Madlala-Routledge lid van het Women's National Coalition. In 1993 verkreeg ze een zetel in het vernieuwde Zuid-Afrikaanse parlement.
Op 17 juni 1999 werd Madlala-Routledge de eerste vrouw in Zuid-Afrika die werd benoemd als staatssecretaris van Defensie. Ze behield deze positie tot april 2004 toen ze staatssecretaris werd van Volksgezondheid. In die functie leverde ze een voortdurende strijd voor effectieve maatregelen tegen aids, dat zich in die tijd snel verspreidde en meer dan duizend doden per dag veroorzaakte. Meer dan vijf miljoen Zuid-Afrikanen (ongeveer 12% van de bevolking) zouden volgens bronnen indertijd geïnfecteerd zijn met hiv. Ze werd hardnekkig tegengewerkt door de minister van Volksgezondheid, Manto Tshabalala-Msimang, die er de voorkeur aan gaf te vertrouwen op Afrikaanse geneeswijzen zoals knoflook, bietjes en Afrikaanse aardappelen in plaats van moderne geneesmiddelen.

## Ontslag als staatssecretaris van Volksgezondheid
Op 8 augustus 2007, op de vooravond van de nationale vrouwendag in Zuid-Afrika, werd Madlala-Routledge ontslagen als staatssecratris van Volksgezondheid door president Thabo Mbeki. Er werd indertijd gespeculeerd over de redenen van haar ontslag. Zo zou ze zijn ontslagen omdat ze aanzienlijk van mening verschilde met de toenmalige minister van Volksgezondheid, Manto Tshabalala-Msimang over onder andere hiv/aids.